# Anisogomphus solitaris
Anisogomphus solitaris е вид насекомо от семейство Gomphidae. Видът е критично застрашен от изчезване.

## Разпространение
Видът е ендемичен за реките на Шри Ланка.